# Pier-André Côté
Pier-André Côté (Gaspé, 24 april 1997) is een Canadese wielrenner .

## Overwinningen
2014
 Canadees kampioen tijdrijden, junioren
2015
5e etappe Tour de l'Abitibi Desjardins
2018
1e en 5e etappe Tour de Beauce
2019
2e, 3e en 4e etappe Grand Prix Cycliste de Saguenay
2022
Grand Prix Criquielion
2023
 Pan-Amerikaans kampioen op de weg, Elite
2024
 Nationaal kampioen op de weg, Elite

## Resultaten in voornaamste wedstrijden
|      | \| Jaar \| Milaan-San Remo \| Gent-Wevelgem \| Parijs-Tours \| \| WK op de weg \| \| ---- \| --------------- \| ------------- \| ------------ \| \| ------------ \| \| 2019 \| \| \| opgave \| \| \| \| 2020 \| \| \| 19e \| \| \| \| 2021 \| \| \| \| \| opgave \| \| 2022 \| \| \| \| \| opgave \| \| 2023 \| \| \| \| \| \| \| 2024 \| \| \| \| \| 44e \| \| 2025 \| 98e \| opgave \| \| \| \| |               |              |  |              |
| Jaar | Milaan-San Remo | Gent-Wevelgem | Parijs-Tours |  | WK op de weg |
| 2019 | |               | opgave       |  |              |
| 2020 | |               | 19e          |  |              |
| 2021 | |               |              |  | opgave       |
| 2022 | |               |              |  | opgave       |
| 2023 | |               |              |  |              |
| 2024 | |               |              |  | 44e          |
| 2025 | 98e | opgave        |              |  |              |

## Ploegen
- 2017 –  Silber Pro Cycling
- 2018 –  Silber Pro Cycling
- 2019 –  Rally UHC Cycling
- 2020 –  Rally Cycling
- 2021 –  Rally Cycling
- 2022 –  Human Powered Health
- 2023 –  Human Powered Health
- 2024 –  Israel Premier Tech Academy
- 2025 –  Israel-Premier Tech

Aasvold · Bassett · Brown (tot 26/6) · Carpenter · Coté · de Kleijn · de Vos · Gibson (vanaf 6/6) · Haga · Hecht · Jensen · Joyce · King · Krul · Mannion · Murphy · Rosskopf · Swirbul · Zukowsky · Chrétien (stagiair) · Double (stagiair) · Stites (stagiair)
Aasvold · Aniołkowski · Banaszek · Bassett · Chrétien · Coté · de Vos · Double · Gibson · Greenberg · Haga · Hecht · Jensen · Joyce · Krul · Lemmen · McGill · Peák · Perry · Schönberger · Svestad-Bårdseng · Van Hoecke · Weemaes